# ذخیره‌گاه طبیعی زیا
ذخیره‌گاه طبیعی زیا (انگلیسی: Zeya Nature Reserve) یک منطقه حفاظت شده طبیعی در استان آمور کشور روسیه است.